# GRB 221009A

GRB 221009A

GRB 221009A는 2022년 10월 9일 닐 게렐스 스위프트 천문대(Neil Gehrels Swift Observatory)와 페르미 감마선 우주망원경(Fermi Gamma-ray Space Telescope)이 공동으로 발견한 유난히 밝고 매우 강력한 감마선 폭발(GRB)이다. 감마선 폭발의 길이는 10분이었지만 최초 탐지 후 10시간 이상 탐지가 가능했다. 약 24억 광년 떨어져 있음에도 불구하고 지구 대기에 영향을 미칠 만큼 강력했으며, 지구에 감마선 폭발이 기록한 것 중 가장 강력한 영향을 미쳤다. GRB 221009A의 피크 광도는 코누스 윈드에 의해 ~ 2.1 × 1047W로 측정되었으며 페르미 감마선 버스트 모니터(Fermi Gamma-ray Burst Monitor)에 의해 1.024초 간격으로 ~ 1.0 × 1047W로 측정되었다. 221009A만큼 강력하고 지구에 가까운 폭발은 10,000년에 한 번 일어날 사건으로 생각된다. 지금까지 기록된 것 중 가장 밝고 에너지가 넘치는 감마선 폭발이었으며 일부에서는 BOAT(가장 밝은 빛, Brightest Of All Time)이라는 별명도 붙었다.

## 같이 보기
- 감마선 폭발 목록
- 감마선 천문학
- GRB 080916C